# Sientje Mesdag-van Houten

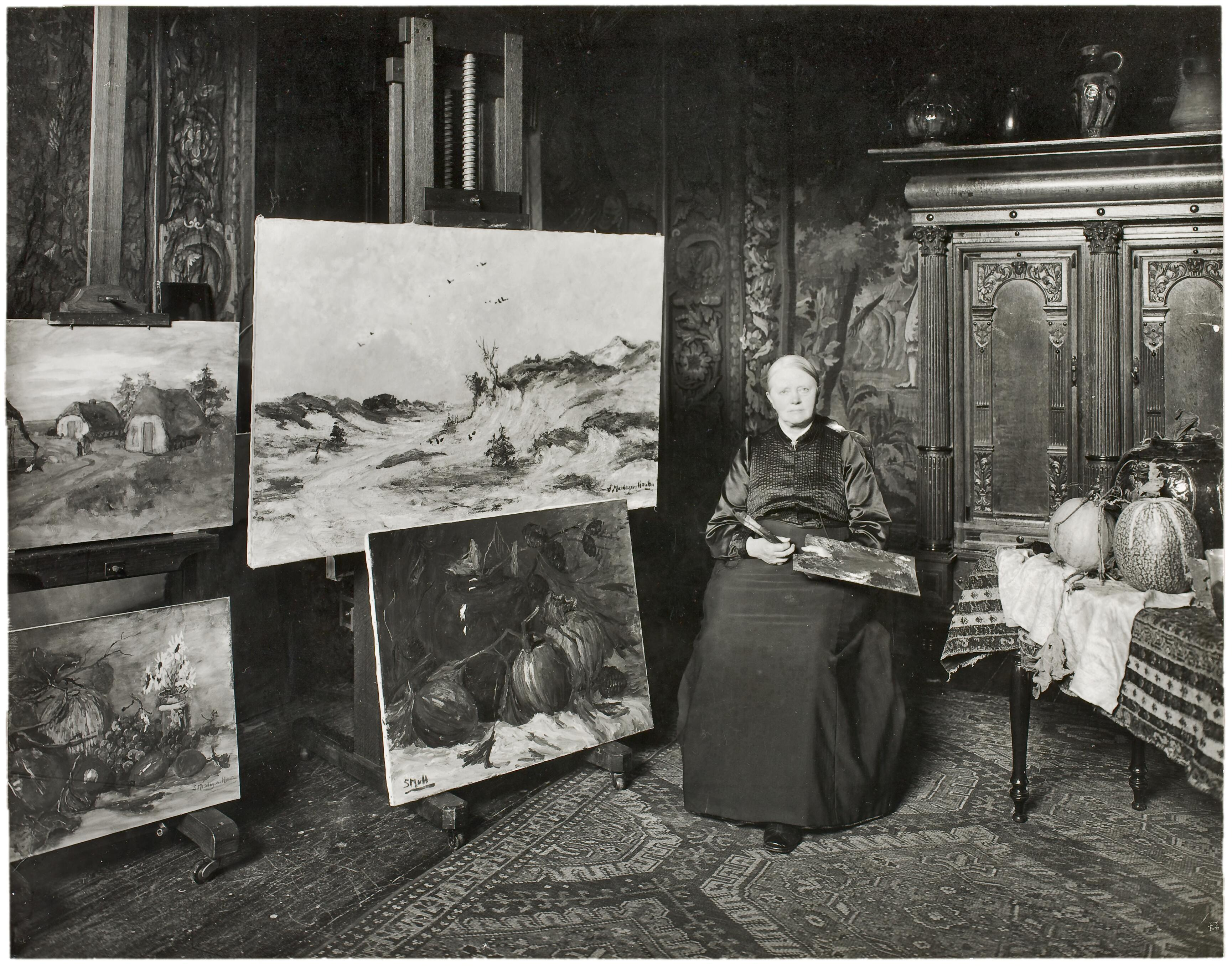
Sientje Mesdag-van Houten in ihrem Atelier, 1903 (Foto: Sigmund Löw)

Sientje Mesdag-van Houten (geb. Sientje van Houten; * 23. Dezember 1834 in Groningen; † 20. März 1909 in Den Haag) war eine niederländische Landschafts- und Stilllebenmalerin sowie Kunstsammlerin. Sie gilt als wichtige Vertreterin der Haager Schule.

## Leben
Sientje van Houten wurde 1834 als älteste Tochter von acht Kindern in eine angesehene Groninger Familie geboren. Ihre Mutter war Barbara Elisabeth Meihuizen, der Vater Derk van Houten, der ein internationales Holzhandelsunternehmen führte und Mitglied des Stadtrats von Groningen, weiterer weltlicher Gremien sowie des Kirchenrats der baptistischen Täufergemeinde war. Zwei ihrer Geschwister starben in jungen Jahren und die Mutter hatte gesundheitliche Probleme, so dass Sientje van Houten früh mit vielen Arbeiten im Haushalt beauftragt wurde. Neben seinen politisch-gesellschaftlichen Interessen hatte sich der Vater auch eine kleine Kunstsammlung aufgebaut, so dass es sowohl politische als auch künstlerische Impulse in ihrer Kindheit gab. Ihr Bruder Simon van Houten wurde später ein bekannter Minister, der u. a. das erste niederländische Gesetz gegen bestimmte Formen der Kinderarbeit auf den Weg brachte.
Welche Schulbildung Sientje erhielt, ist nicht bekannt. Mit 22 Jahren heiratete Sientje van Houten 1856 den Börsenmakler Hendrik Willem Mesdag, ebenfalls Mitglied der Täufergemeinde, und 1863 wurde ihr Sohn geboren. Nachdem Vater van Houten 1864 verstorben war, beschloss zunächst Hendrik Willem Mesdag, dann auch Sientje van Houten, sich der Malerei zuzuwenden (was durch ihre Erbschaft möglich wurde). Zunächst waren sie im Malerdorf Oosterbeek tätig, und ab 1866 zogen sie nach Brüssel, wo Mesdag Schüler von Willem Roelofs wurde – und ihr Haus ein Treffpunkt für niederländische und belgische Kunstschaffende. Sientje eignete sich ihre Zeichen- und Malfähigkeiten autodidaktisch an, wurde aber von Roelofs und auch Laurens Alma Tadema, der ein Vetter Mesdags war, beraten. Nach einem Besuch in Norderney zog es Mesdag ans Meer, er wurde 1869 Marinemaler in Den Haag, wo die beiden in einem Hotel am Meer in einem Atelierzimmer arbeiteten und Sientje van Houten Zeichenunterricht nahm.
Ihr Sohn Klaas starb in seinem achten Lebensjahr 1871 an Diphtherie.
Nach diesem Ereignis konzentrierte sich van Houten voll und ganz auf die Kunst, im Grunde begann ihr Weg als Künstlerin erst jetzt. Sie malte Landschaften (beginnend mit den Dünen von Scheveningen), aber auch Stillleben und Porträts. Wertvolle Hinweise bekam sie von einer befreundeten Malerin und anderen Kunstschaffenden. Ein Jahr später, ab 1872, beschickte Sientje van Houten Ausstellungen – die nationalen Ausstellungen Levende Meesters, Gruppenausstellungen der Hollandsche Teekenmaatschappij, die ihren Sitz in Den Haag hatte. Auch gemeinsam mit Mesdag stellte sie aus, zum Beispiel im Pulchri Studio.
Unklar ist, welchen Anteil sie am Panorama Mesdag hatte, dem Monumentalgemälde ihres Mannes. Dass sie dabei mitarbeitete (wie auch Mesdags Schülerin Betzy Akersloot-Berg), ist wohl gesichert, es gibt jedoch nur wenige Dokumente aus der Entstehungszeit. Sie ist allerdings auf dem Panorama unter einem weißen Sonnenschirm am Strand von Scheveningen abgebildet.

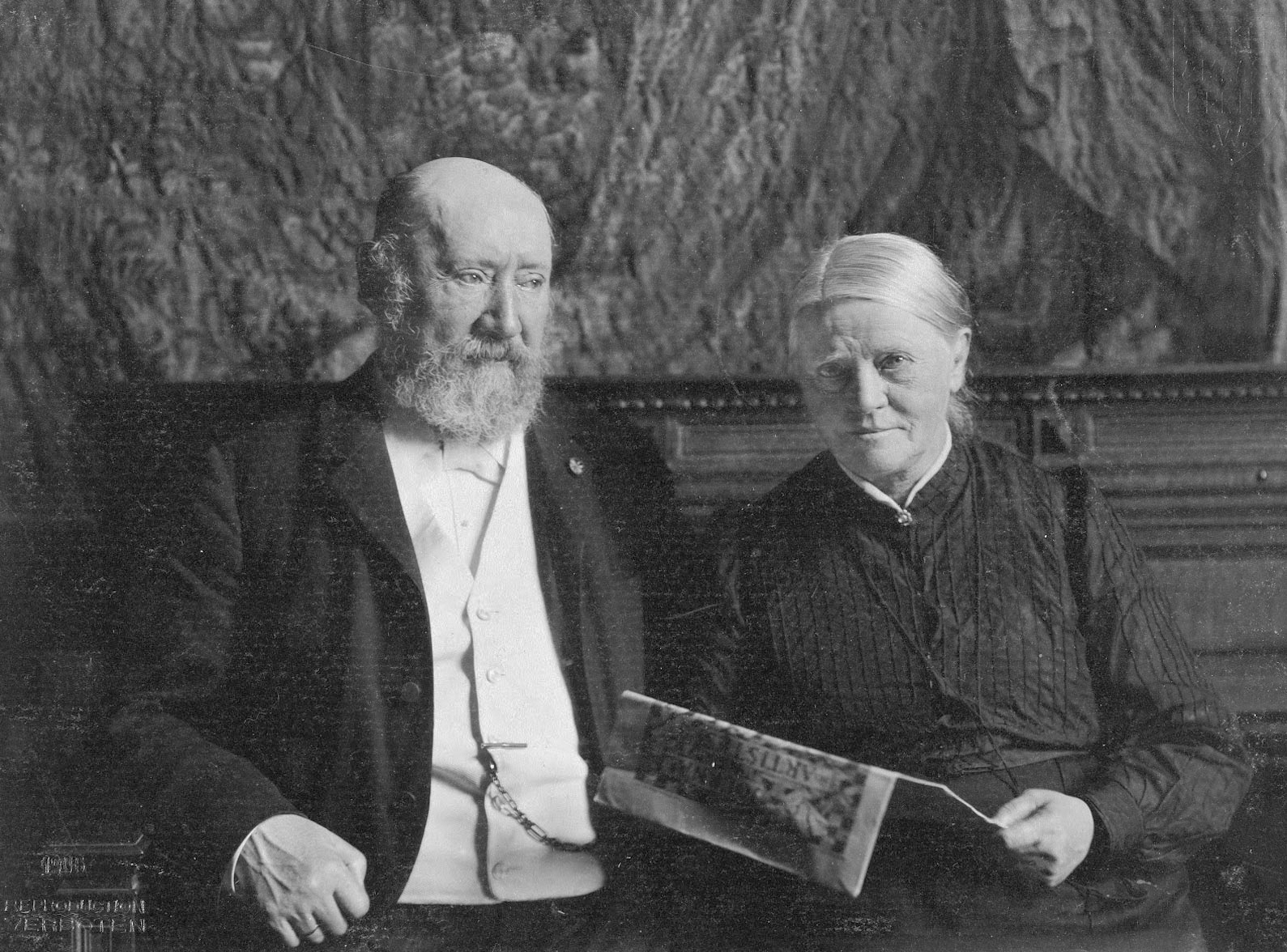
Hendrik Willem und Sientje Mesdag

Im Kunstleben von Den Haag engagierte sich Sientje Mesdag-van Houten in verschiedenen Gesellschaften (sie eine der wenigen weiblichen Mitglieder des Pulchri Studio), war Präsidentin einer Frauenvereinigung und förderte junge, mittellose Künstlerinnen – ab 1875 unterrichtete sie regelmäßig Künstlerinnen in ihrem Atelier. Gemeinsam mit Mesdag hatte sie außerdem bereits in Brüssel begonnen, eine Sammlung von knapp 300 Gemälden, Aquarellem, Zeichnungen und Radierungen zeitgenössischer Künstler aufzubauen. Um Raum für die Sammlung zu schaffen, bauten sie eigens ein Museum auf, dass sie für Interessierte öffneten und 1903 gemeinsam an den niederländischen Staat schenkten – das Museum in Den Haag trägt seit 2011 den Namen Sammlung Mesdag.
Sientje van Houten malte bis zu ihrem Tod. Sie starb am 20. März 1909 und wurde am 23. März auf dem Friedhof Oud Eik en Duinen in Den Haag beigesetzt.

## Werk und Rezeption
Sientje van Houtens Landschaften und Stillleben hatten einen kräftigen Pinselstrich; für ihre Landschaften verwendete sie zunächst eine reichhaltige, dunkle Farbskala, die ihre Landschaften gedämpft erscheinen ließ, dies änderte sich erst später. Bei ihren ersten Ausstellungen wurden vor allem ihre Stillleben von der Kritik sehr gelobt; aber auch ihre Landschaftsgemälde erhielten Anerkennung – so wurden zwei Gemälde auf der Pariser Weltausstellung 1889 mit einer Bronzemedaille ausgezeichnet. Allerdings gab es auch negative Kritik an unausgewogener Komposition, ihrem Detailreichtum und der Übergröße ihrer Leinwände.

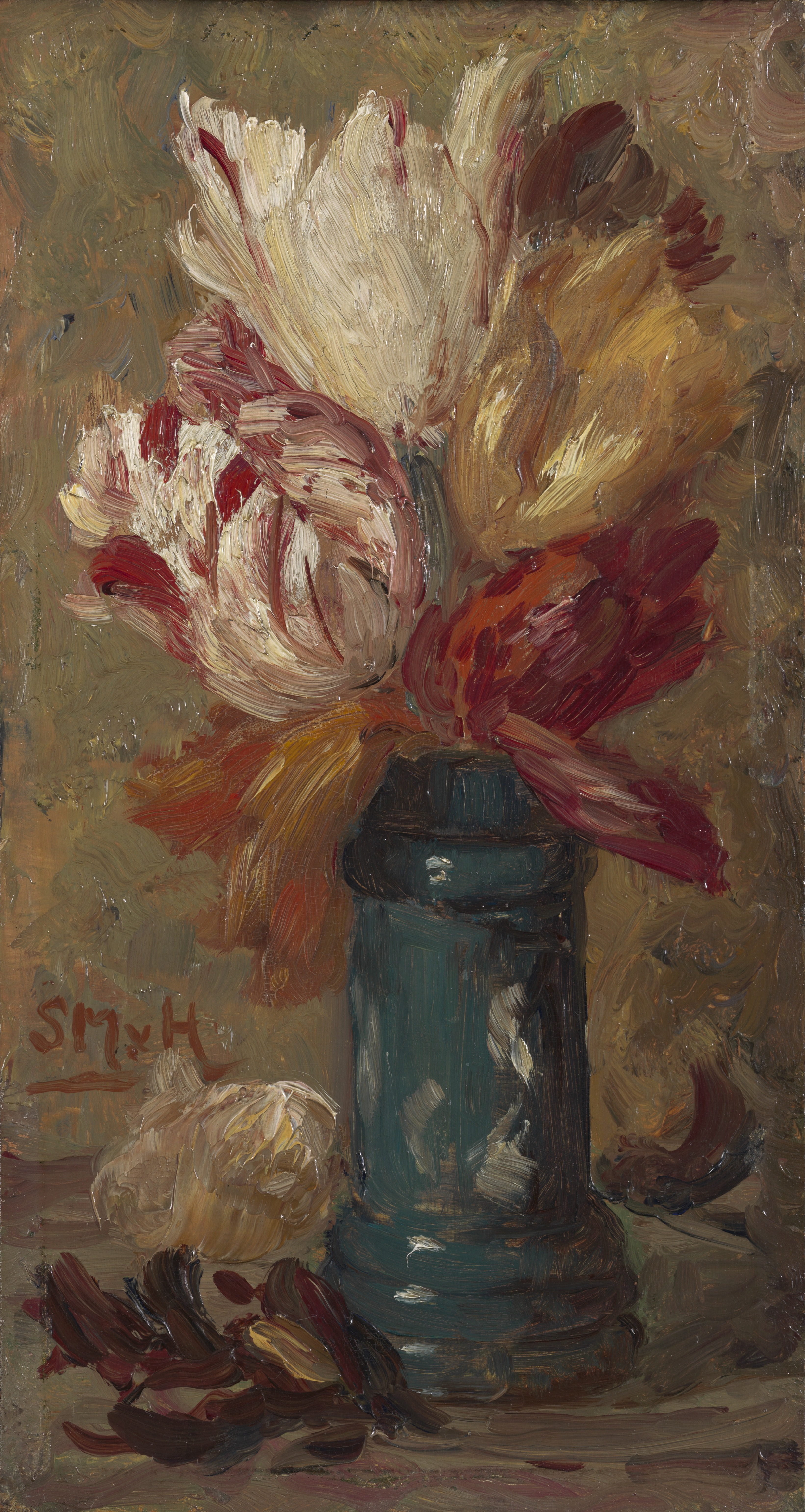
Tulpen in einem grünen Albarello
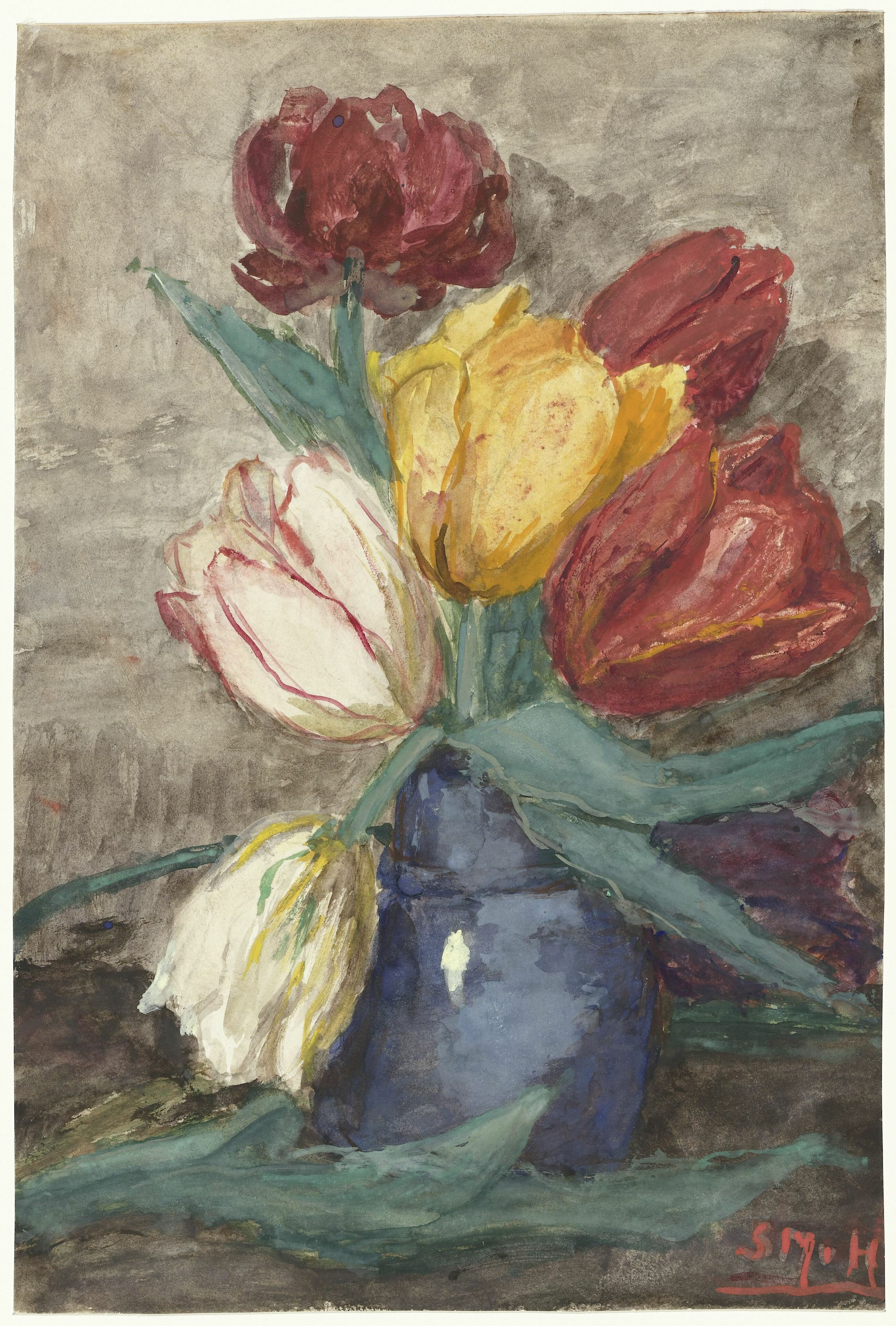
Tulpen in einer Vase (1921)
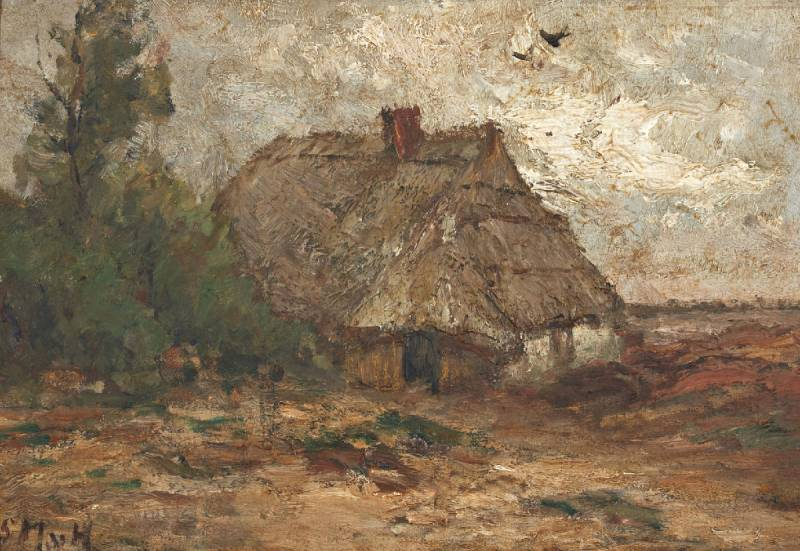
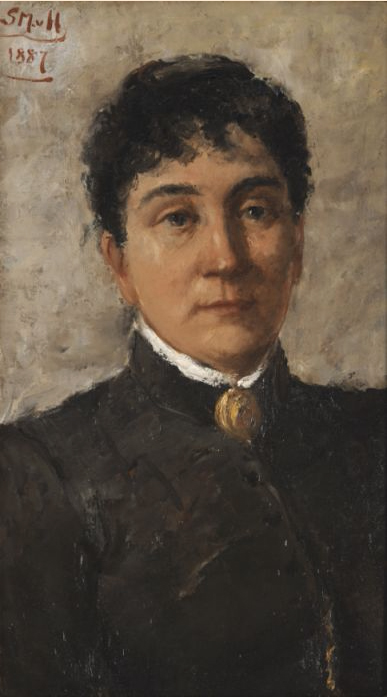
Porträt Betzy Akersloot-Berg

Zu Lebzeiten war Sientje Mesdag-van Houten bekannt und anerkannt, so wurden etwa Ehrenausstellungen zu ihrem siebzigsten Geburtstag veranstaltet und sie wurde mit dem Orden von Oranien-Nassau (Offizier) ausgezeichnet.
Ihre individuelle Rezeption änderte sich nach ihrem Tod recht schnell – sie wurde auf ihren Status als „Frau von“ Hendrik Willem Mesdag reduziert (was sie selbst definitiv nicht so sah – wie ein Zitat von 1904 belegt). Erst Ende des 20. Jahrhunderts wurde über sie wieder verstärkt geforscht und ihre Arbeiten regelmäßig ausgestellt.

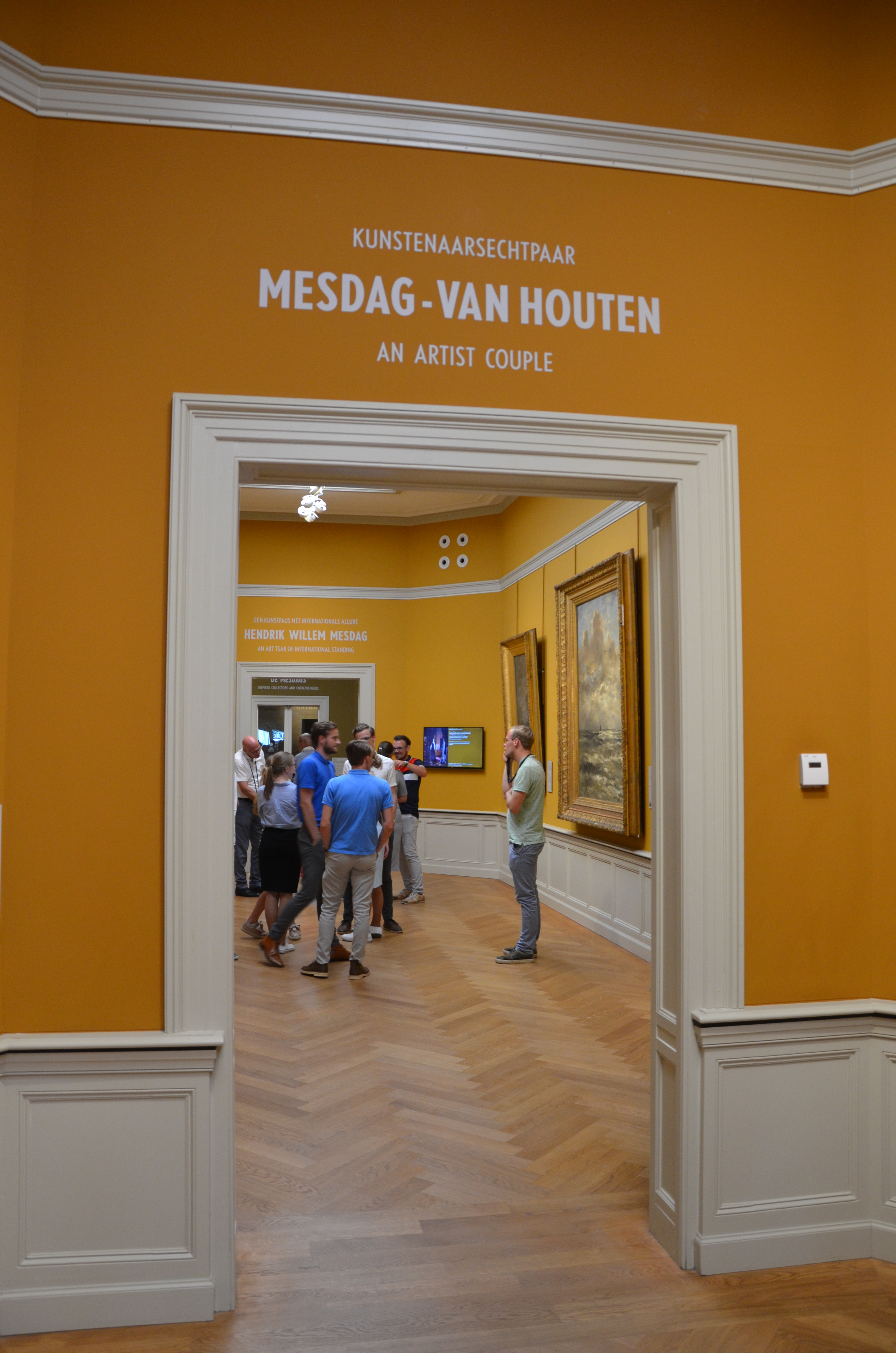
„Mesdag – van Houten, ein Künstlerpaar“ – einer der Räume im Museum Panorama Mesdag

## Werke in öffentlichen Sammlungen
- Kunstmuseum Den Haag[5]
- Panorama Mesdag[5]
- Rijksmuseum Amsterdam[5]
- Groninger Museum[5]
- Drents Museum, Assen[5]
- Fraeylemaborg, Slochteren[5]
- Museum Lambert van Meerten, Delft[5]
- Sammlung Mesdag[5]